# Episodi de Il fantasma e Molly McGee (prima stagione)
La prima stagione della serie animata Il fantasma e Molly McGee, composta da 20 episodi, è stata trasmessa in prima visione negli Stati Uniti d'America da Disney Channel dal 1º ottobre 2021 al 9 luglio 2022.
In Italia la stagione è stata trasmessa su Disney+ dal 13 aprile 2022.
| nº | Titolo originale                      | Titolo italiano                      | Prima TV USA             | Prima TV Italia |
| -- | ------------------------------------- | ------------------------------------ | ------------------------ | --------------- |
| 1  | The Curse                             | La maledizione                       | 1º ottobre 2021          | 13 aprile 2022  |
| 1  | First Day Frights                     | Fifa da primo giorno                 | 1º ottobre 2021          | 13 aprile 2022  |
| 2  | Howlin' Harriet                       | Harriet Ululante                     | 2 ottobre 2021           | 13 aprile 2022  |
| 2  | The (Un)natural                       | L'(in)naturale                       | 2 ottobre 2021           | 13 aprile 2022  |
| 3  | Getting the Band(shell) Back Together | Ricostruiamo l'arena                 | 6 ottobre 2021 (Disney+) | 13 aprile 2022  |
| 3  | The Greatest Concert Ever             | Il miglior concerto di tutti i tempi | 6 ottobre 2021 (Disney+) | 13 aprile 2022  |
| 4  | Mama's Gotta Hustle                   | Mammina si dà da fare                | 6 ottobre 2021 (Disney+) | 13 aprile 2022  |
| 4  | Hooray for Mollywood!                 | Urrà per Mollywood!                  | 6 ottobre 2021 (Disney+) | 13 aprile 2022  |
| 5  | Not So Honest Abe                     | Non del tutto sincero                | 6 ottobre 2021 (Disney+) | 13 aprile 2022  |
| 5  | The Best of Nin-tentions              | Nonna contro mamma                   | 6 ottobre 2021 (Disney+) | 13 aprile 2022  |
| 6  | Mazel Tov, Libby!                     | MAZEL TOV, Libby!                    | 30 ottobre 2021          | 13 aprile 2022  |
| 6  | No Good Deed                          | Niente buone azioni                  | 30 ottobre 2021          | 13 aprile 2022  |
| 7  | The Turnip Twist                      | Il Rapa Twist                        | 6 novembre 2021          | 13 aprile 2022  |
| 7  | All Systems No                        | Tutto non-pronto                     | 6 novembre 2021          | 13 aprile 2022  |
| 8  | Monumental Disaster                   | Disastro monumentale                 | 13 novembre 2021         | 13 aprile 2022  |
| 8  | Talent Show                           | Il Talent Show                       | 13 novembre 2021         | 13 aprile 2022  |
| 9  | Scratch the Surface                   | Gratta la superficie                 | 20 novembre 2021         | 25 gennaio 2023 |
| 9  | Friend-Off                            | Scontro fra amici                    | 20 novembre 2021         | 25 gennaio 2023 |
| 10 | Festival of Lights                    | Festival delle luci                  | 27 novembre 2021         | 25 gennaio 2023 |
| 10 | Saving Christmas                      | Salviamo il Natale                   | 27 novembre 2021         | 25 gennaio 2023 |
| 11 | Ice Princess                          | La principessa del ghiaccio          | 12 febbraio 2022         | 25 gennaio 2023 |
| 11 | Ready, Set, Snow!                     | Pronti, partenza, neve!              | 12 febbraio 2022         | 25 gennaio 2023 |
| 12 | Game Night                            | Serata giochi                        | 19 febbraio 2022         | 25 gennaio 2023 |
| 12 | The Don't-Gooder                      | La malefattrice                      | 19 febbraio 2022         | 25 gennaio 2023 |
| 13 | Innocent Until Proven Ghostly         | Innocente fino a prova spettrale     | 26 febbraio 2022         | 25 gennaio 2023 |
| 13 | Twin Trouble                          | Guai gemelli                         | 26 febbraio 2022         | 25 gennaio 2023 |
| 14 | Goat Your Own Way                     | Vai per la tua capra                 | 5 marzo 2022             | 25 gennaio 2023 |
| 14 | A Very Hungry Ghost                   | Un fantasma molto affamato           | 5 marzo 2022             | 25 gennaio 2023 |
| 15 | Scare Tactics                         | Tattiche di spavento                 | 12 marzo 2022            | 1º marzo 2023   |
| 15 | The Bad Boy Bobby Daniels             | Il ragazzaccio Bobby Daniels         | 12 marzo 2022            | 1º marzo 2023   |
| 16 | Citizen McGee                         | Primo cittadino McGee                | 11 giugno 2022           | 1º marzo 2023   |
| 16 | The Internship                        | Il tirocinio                         | 11 giugno 2022           | 1º marzo 2023   |
| 17 | The Lucky Penny                       | Il penny fortunato                   | 18 giugno 2022           | 1º marzo 2023   |
| 17 | Lock, Stock, and Peril                | Armi e bagagli                       | 18 giugno 2022           | 1º marzo 2023   |
| 18 | Out of House and Home                 | Fuori casa                           | 25 giugno 2022           | 1º marzo 2023   |
| 18 | Home is Where the Haunt Is            | Casa è dov'è l'infestatore           | 25 giugno 2022           | 1º marzo 2023   |
| 19 | Scaring is Caring                     | Spaventare è amare                   | 2 luglio 2022            | 1º marzo 2023   |
| 19 | All Night Plight                      | Peripezie notturne                   | 2 luglio 2022            | 1º marzo 2023   |
| 20 | The Jig is Up                         | Fine dei giochi                      | 9 luglio 2022            | 1º marzo 2023   |
| 20 | Molly vs. The Ghost World             | Molly contro il mondo fantasma       | 9 luglio 2022            | 1º marzo 2023   |